# Petropedetes palmipes
Espèce
Statut de conservation UICN

 VU  : Vulnérable
Petropedetes palmipes est une espèce d'amphibiens de la famille des Petropedetidae.

## Répartition
Cette espèce est endémique du centre de l'Afrique. Elle se rencontre dans le sud du Cameroun, en Guinée équatoriale et dans le nord-ouest du Gabon,.

## Publication originale
- Boulenger, 1905 : Descriptions of new West-African frogs of the genera Petropedetes and Bulua. Annals and Magazine of Natural History, sér. 7, vol. 15, p. 281-283 (texte intégral).